# Guillermo de Amores
Guillermo Rafael de Amores Ravelo (San Jacinto, Canelones, Uruguay, 19 de octubre de 1994) es un futbolista uruguayo. Juega como arquero en Millonarios de la Categoría Primera A de Colombia. Ha sido internacional con la selección de fútbol de Uruguay en todas su categorías.

## Trayectoria

### Inicios
Comenzó a jugar al fútbol en el Club Vida Nueva Deportivo San Jacinto en categorías infantiles, jugando allí fue convocado por la selección regional del este, con sede en Pando.
Desde los 12 años jugó en AUFI, en Danubio, donde estuvo dos años y más tarde en la séptima división de dicho club.

### Liverpool de Montevideo
Llegó a Liverpool en 2009, donde dos años más tarde, el 4 de diciembre de 2011, debutaría en primera división ante Nacional, sustituyendo Matías Castro, quien se retiró lesionado.

### Fluminense
Tras siete años en la portería de Liverpool, se fue del club en condición de libre a Boston River, club que lo cedió automáticamente a préstamo a Fluminense. En el club brasilero estuvo una temporada y media, pero nunca llegó a disputar un partido, solamente llego hacer emergente en un partido frente a Avaí en el mes de marzo de 2018. Disputó la posición con el experimentado Júlio César y el también juvenil Marcos Felipe.

### Boston River
Tras su paso frustrado por el fútbol brasileño y finalizado el préstamo, retorna a Boston River, quien decide mantenerlo en sus filas durante una temporada, sin embargo, no llegó a disputar ningún encuentro.

### Fénix
Después de rescindir contrato con Boston River, llegó en condición de libre a Fénix para disputar el último semestre de la temporada 2020. En esta oportunidad, de Amores logró hacerse un lugar en el arco, disputando 17 encuentros, 14 por el torneo local y 3 por Copa Sudamericana.

### Deportivo Cali
En 2021 llega a Deportivo Cali en condición de libre, siendo pedido expreso de Alfredo Arias, director técnico del club en ese momento. Firmó un contrato por una temporada con opción a una segunda.
Con el equipo azucarero logró tener un buen desempeño, coronándose campeón del Torneo Finalización 2021 y consiguiendo la renovación de su contrato por una temporada más. Durante su estadía en Cali disputó 74 partidos divididos en torneos nacionales e internacionales.

### Lanús
El 19 de julio del 2022 se oficializa su salida del club Deportivo Cali con destino al Club Atlético Lanús a pesar de tener vínculo con el cuadro colombiano hasta final de año.

### Sporting de Gijón
El 27 de enero del 2023 firmó hasta el final de la temporada, en una operación de préstamo, con el Real Sporting de Gijón de la Segunda División de España.

### Peñarol
Tras su paso por España y posterior retorno al club argentino, quedó en condición de libre, arribando así a Peñarol en julio de 2023, donde fue titular durante todo el resto de la temporada.
El 10 de julio de 2025 se anuncia su salida del Club Atlético Peñarol luego de 3 años en los que conquistó 4 títulos con el equipo.

### Millonarios
Una semana más tarde, el  17 de julio de 2025, se confirma como nuevo jugador de Millonarios de Colombia. 

## Selección nacional
Integró la selección de Uruguay que participó del Sudamericano Sub-20 2013. Logró el tercer puesto en esta competición, clasificando al Mundial Sub-20 de Turquía.
Integró el plantel de la selección de Uruguay que participó en el Mundial Sub-20 de Turquía, logrando el segundo puesto. De Amores fue titular todo el torneo y finalmente recibió el premio al arquero menos goleado del campeonato.

#### Participaciones en juveniles
| Competición              | Sede      | Resultado      | Partidos | Goles | Valla Invicta |
| ------------------------ | --------- | -------------- | -------- | ----- | ------------- |
| Sudamericano Sub-17 2011 | Ecuador   | Subcampeón     | 1        | -3    | 0             |
| Mundial Sub-17 2011      | México    | Subcampeón     | 0        | 0     | 0             |
| Sudamericano Sub-20 2013 | Argentina | Tercer puesto  | 7        | -7    | 2             |
| Mundial Sub-20 2013      | Turquía   | Subcampeón     | 7        | -3    | 4             |
| Panamericanos 2015       | Canadá    | Medalla de oro | 5        | -2    | 3             |

### Selección Absoluta
En enero del 2022 es seleccionado por el técnico de la selección uruguaya, en ese entonces, Óscar W. Tabárez para disputar la doble fecha de las eliminatorias rumbo a la Copa del Mundo de 2022.

## Estadísticas
| Club                               | Temporada           | Liga  | Liga  | Copas | Copas | Internacional | Internacional | Otros | Otros | Total | Total |
| Club                               | Temporada           | Part. | Goles | Part. | Goles | Part.         | Goles         | Part. | Goles | Part. | Goles |
| ---------------------------------- | ------------------- | ----- | ----- | ----- | ----- | ------------- | ------------- | ----- | ----- | ----- | ----- |
| Liverpool · Uruguay                | 2011–12             | 1     | 0     | —     | —     | —             | —             | —     | —     | 1     | 0     |
| Liverpool · Uruguay                | 2012–13             | 2     | 0     | —     | —     | 0             | 0             | —     | —     | 2     | 0     |
| Liverpool · Uruguay                | 2013–14             | 29    | 0     | —     | —     | —             | —             | —     | —     | 29    | 0     |
| Liverpool · Uruguay                | 2014–15             | 16    | 0     | —     | —     | —             | —             | —     | —     | 16    | 0     |
| Liverpool · Uruguay                | 2015–16             | 2     | 0     | —     | —     | —             | —             | —     | —     | 2     | 0     |
| Liverpool · Uruguay                | 2016                | 14    | 0     | —     | —     | —             | —             | —     | —     | 14    | 0     |
| Liverpool · Uruguay                | 2017                | 28    | 0     | —     | —     | 2             | 0             | —     | —     | 30    | 0     |
| Liverpool · Uruguay                | Total               | 92    | 0     | —     | —     | 2             | 0             | —     | —     | 94    | 0     |
| Fluminense · (cedido) · Brasil     | 2018–19             | 0     | 0     | 0     | 0     | 0             | 0             | —     | —     | 0     | 0     |
| Boston River · (cedido) · Uruguay  | 2019–20             | 0     | 0     | —     | —     | —             | —             | —     | —     | 0     | 0     |
| Fénix · Uruguay                    | 2020                | 14    | 0     | —     | —     | 3             | 0             | —     | —     | 17    | 0     |
| Deportivo Cali · Colombia          | 2021                | 46    | 0     | 6     | 0     | 2             | 0             | —     | —     | 54    | 0     |
| Deportivo Cali · Colombia          | 2022                | 8     | 0     | 2     | 0     | 8             | 0             | 2     | 0     | 20    | 0     |
| Deportivo Cali · Colombia          | Total               | 54    | 0     | 8     | 0     | 10            | 0             | 2     | 0     | 74    | 0     |
| Lanús Argentina                    | 2022                | 3     | 0     | —     | —     | —             | —             | —     | —     | 3     | 0     |
| Sporting Gijón · (cedido) · España | 2023                | 1     | 0     | —     | —     | —             | —             | —     | —     | 1     | 0     |
| Peñarol · Uruguay                  | 2023                | 18    | 0     | —     | —     | —             | —             | —     | —     | 18    | 0     |
| Peñarol · Uruguay                  | 2024                | 11    | 0     | —     | —     | 5             | 0             | —     | —     | 16    | 0     |
| Peñarol · Uruguay                  | 2025                | 6     | 0     | —     | —     | 3             | 0             | 1     | 0     | 10    | 0     |
| Peñarol · Uruguay                  | Total               | 35    | 0     | 0     | 0     | 8             | 0             | 1     | 0     | 44    | 0     |
| Millonarios · Colombia             | 2025                | 0     | 0     | —     | —     | —             | —             | —     | —     | 0     | 0     |
| Total en su carrera                | Total en su carrera | 199   | 0     | 8     | 0     | 20            | 0             | 3     | 0     | 203   | 0     |

### Selección
| Selección                      | Año                            | Amistosos | Amistosos | Copa América | Copa América | Copa Mundial | Copa Mundial | Eliminatorias Mundialistas | Eliminatorias Mundialistas | Total | Total |
| Selección                      | Año                            | Part.     | Goles     | Part.        | Goles        | Part.        | Goles        | Part.                      | Goles                      | Part. | Goles |
| ------------------------------ | ------------------------------ | --------- | --------- | ------------ | ------------ | ------------ | ------------ | -------------------------- | -------------------------- | ----- | ----- |
| Uruguay Sub-18                 |                                |           |           |              |              |              |              |                            |                            |       |       |
| 2010-11                        | --                             | --        | --        | --           | --           | --           | --           | --                         | 11                         | 0     |       |
| Uruguay Sub-20                 |                                |           |           |              |              |              |              |                            |                            |       |       |
| 2012-13                        | --                             | --        | --        | --           | --           | --           | --           | --                         | 24                         | 0     |       |
| Uruguay Sub-22                 |                                |           |           |              |              |              |              |                            |                            |       |       |
| 2015                           | --                             | --        | --        | --           | --           | --           | --           | --                         | 5                          | 0     |       |
| Uruguay Absoluta               |                                |           |           |              |              |              |              |                            |                            |       |       |
| 2024                           | 1                              | 0         | --        | --           | --           | --           | --           | --                         | 1                          | 0     |       |
| Total en selecciones uruguayas | Total en selecciones uruguayas | 1         | 0         | 0            | 0            | 0            | 0            | 0                          | 0                          | 41    | 0     |

## Palmarés

### Títulos Regionales
| Título   | Club       | Sede           | Año  |
| -------- | ---------- | -------------- | ---- |
| Taça Río | Fluminense | Río de Janeiro | 2019 |

### Títulos nacionales
| Título              | Club           | País     | Año     |
| ------------------- | -------------- | -------- | ------- |
| Segunda División    | Liverpool      | Uruguay  | 2014-15 |
| Torneo Finalización | Deportivo Cali | Colombia | 2021    |
| Torneo Apertura     | Peñarol        | Uruguay  | 2024    |
| Torneo Clausura     | Peñarol        | Uruguay  | 2024    |
| Campeonato Uruguayo | Peñarol        | Uruguay  | 2024    |
| Torneo Intermedio   | Peñarol        | Uruguay  | 2025    |

### Títulos internacionales
| Título               | Club                 | Sede   | Año  |
| -------------------- | -------------------- | ------ | ---- |
| Juegos Panamericanos | Selección de Uruguay | Canadá | 2015 |

### Distinciones individuales
| Distinción                                | Año  |
| ----------------------------------------- | ---- |
| Guante de oro en el Mundial Sub-20        | 2013 |
| Mejor portero de los Juegos Panamericanos | 2015 |
| Atajada del mes (agosto)                  | 2020 |
| Atajada del mes (septiembre)              | 2020 |
| Atajada del mes (octubre)                 | 2020 |

## Plano personal
Guillermo, esta casado con la economista y jugadora profesional de balonmano, Cathe de los Santos.